# Coppa Intercontinentale 2013 (pallacanestro)
La Coppa intercontinentale di pallacanestro 2013 si è disputata a Barueri in Brasile, nello stato di San Paolo, ed è stata vinta dall'Olympiakos. Miglior giocatore della manifestazione è stato eletto il greco Vasilīs Spanoulīs.
Vi hanno preso parte i greci dell'Olympiakos, vincitori dell'Eurolega 2012-2013, e i brasiliani del Pinheiros, campioni della FIBA Americas League 2013.
Si è trattato della 22ª edizione della manifestazione, che è ritornata dopo una pausa di 17 anni: l'ultima volta venne infatti disputata nel 1996.

## Formula
La formula prevede una doppia sfida, con somma dei punti tra andata e ritorno. La squadra con il punteggio totale più alto nelle due partite, si aggiudica il trofeo. Entrambe le gare vengono disputate a Barueri in Brasile, presso il Ginásio Poliesportivo José Corrêa.

## Risultati
| Squadra 1 | Totale  | Squadra 2  | Andata | Ritorno |
| --------- | ------- | ---------- | ------ | ------- |
| Pinheiros | 139-167 | Olympiakos | 70-81  | 69-86   |

## Tabellini
| Arbitri: | Juan Carlos Arteaga Jose Anibal Carrion Stephen Seibel |

| |            | |
| Stallworth 26 | Punti      | 18 Spanoulīs |
| Smith, Stallworth 4                                                                                                | Assist     | 9 Spanoulīs |
| Toyloy 7 | Rimbalzi   | 12 Dunston |
| Boracini, Mineiro, Stallworth, Toyloy, Tavernari Morro, Smith, André Bambu n.e.: Lucas, Humberto, Caboclo, Mortari | Formazioni | Dunston, Spanoulīs, Perperoglou, Printezīs, Mantzarīs Petway, Sloukas, Simmons, Begić, Katsivelīs, Lojeski n.e.: Agravanīs |
| Cláudio Mortari | Allenatori | Giōrgos Mpartzōkas |

| Arbitri: | Jose Anibal Carrion Juan Carlos Arteaga Stephen Seibel |

| |            | |
| Printezīs 16 | Punti      | 27 Stallworth |
| Spanoulīs 7 | Assist     | 3 Smith |
| Dunston, Mantzarīs 6                                                                                                  | Rimbalzi   | 9 Mineiro |
| Dunston, Spanoulīs, Agravanīs, Katsivelīs, Lojeski Perperoglou, Printezīs, Mantzarīs, Petway, Sloukas, Simmons, Begić | Formazioni | Morro, Boracini, Mineiro, Stallworth, Tavernari Toyloy, Smith, André Bambu, Lucas, Caboclo, Mortari n.e.: Humberto |
| Giōrgos Mpartzōkas | Allenatori | Cláudio Mortari |

| Coppa Intercontinentale 2013 |
| ---------------------------- |
| Olympiakos 1º titolo         |

## Formazione vincitrice
| N° | Naz.                   | Ruolo | Sportivo            |  | Alt. |  |
| -- | ---------------------- | ----- | ------------------- |  | ---- |  |
| 4  | Stati Uniti (bandiera) | AP    | Brent Petway        |  | 205  |  |
| 6  | Stati Uniti (bandiera) | C     | Bryant Dunston      |  | 203  |  |
| 7  | Grecia (bandiera)      | G     | Vasilīs Spanoulīs   |  | 193  |  |
| 8  | Grecia (bandiera)      | AP    | Stratos Perperoglou |  | 203  |  |
| 10 | Grecia (bandiera)      | P     | Kōstas Sloukas      |  | 190  |  |
| 12 | Bulgaria (bandiera)    | C     | Cedric Simmons      |  | 206  |  |
| 14 | Slovenia (bandiera)    | C     | Mirza Begić         |  | 216  |  |
| 15 | Grecia (bandiera)      | A     | Giōrgos Printezīs   |  | 204  |  |
| 16 | Grecia (bandiera)      | AG    | Dīmītrīs Agravanīs  |  | 208  |  |
| 17 | Grecia (bandiera)      | G     | Vaggelīs Mantzarīs  |  | 196  |  |
| 19 | Grecia (bandiera)      | G     | Dīmītrīs Katsivelīs |  | 197  |  |
| 24 | Belgio (bandiera)      | G     | Matt Lojeski        |  | 198  |  |
|    | Grecia (bandiera)      | All.  | Giōrgos Mpartzōkas  |  |      |  |

## MVP
- Vasilīs Spanoulīs[1][2]